# La Femme de paille
Pour plus de détails, voir Fiche technique et Distribution.
La Femme de paille (Woman of Straw) est un film britannique réalisé par Basil Dearden en 1964.

## Synopsis
Riche industriel britannique invalide, Charles Richmond a poussé au suicide son frère et associé, avant d'épouser sa belle-sœur. Devenu un veuf tyrannique, il entretient des rapports exécrables avec son neveu et beau-fils Anthony, ainsi qu'avec ses domestiques. Sur sa demande, Anthony recrute une jeune infirmière italienne, Maria Marcello, qu'il convainc de séduire son oncle pour que ce dernier l'épouse et en fasse son unique héritière. 
Anthony précise à Maria qu'il se contentera d'un million de livres pour sa participation active au complot, sur une succession qu'il évalue à cinquante millions de livres. Le plan fonctionne parfaitement, car Charles épouse Marie et lui lègue tous ses biens, dont un immense manoir. Peu après, le vieillard irascible passe brutalement de vie à trépas.

## Fiche technique
- Titre : La Femme de paille
- Titre original : Woman of Straw
- Réalisateur : Basil Dearden
- Scénario et dialogues : Michael Relph, Stanley Mann et Robert Müller d'après le roman éponyme de Catherine Arley
- Scripte : Susan Dyson
- Production : Ken Adam, Charles Orme et Michael Relph
- Musique : Beethoven, Berlioz, Mozart, Rimsky-Korsakov est exécutée par la Sinfonia of London sous la direction de Muir Mathieson.
- Photographie : Otto Heller
- Montage : John D.Guthridge
- Costumes : Beatrice Dawson
- Direction artistique : Peter Murton
- Générique : Pablo Ferro
- Pays : Royaume-Uni
- Format : Couleur
- Date de sortie : 
  -  Royaume-Uni : 28 avril 1964
  -  France : 04 novembre 1964
- Durée : 122 minutes
- Genre : Drame et thriller
- Distribué par : United Artists
- Filmé aux Studios Pinewood à Londres et en extérieurs à Majorque
- Version française réalisée par : S.P.S. : Société parisienne de sonorisation
- Affiche : Gilbert Allard (France)

## Distribution
- Sean Connery (VF : Jean-Pierre Duclos) : Anthony Richmond
- Ralph Richardson (VF : Abel Jacquin) : Charles Richmond
- Gina Lollobrigida  (VF : Elle-même) : Maria Marcello
- Alexander Knox  (VF : Fernand Fabre) : L'inspecteur Lomer
- Johnny Sekka : Thomas
- Laurence Hardy (VF : Yves Brainville) : Baynes, le majordome
- Peter Madden : Le capitaine du yacht
- Douglas Wilmer : Le Dr Murray
- Danny Daniels : Fenton
- Edward Underdown : le premier directeur
- George Curzon (non crédité) : un deuxième cadre